# Callipeltis cocullaria
Callipeltis cocullaria (L.) Steven es una planta herbácea perteneciente a la familia de las rubiáceas.

## Distribución
Se distribuye por áreas esteparias del sudoeste y centro de Asia y Norte de África, alcanzando el continente europeo por las partes más secas del sudoeste y puntos dispersos del centro y este de la península ibérica. 

## Hábitat
Es una especie vegetal que se instala en laderas pedregosas, lomas, crestas, rampas y repisas, formando parte de pastos terofíticos en áreas de tendencia árida y esteparia, sobre suelos de naturaleza caliza. Se encuentra en alturas de 140 a 650 m s. n. m. Florece en la primavera.

## Descripción
Es una pequeña hierba anual que se caracteriza por presentar sus flores y frutos recubiertos por bracteolas blanquecinas, obovadas, de 3-5 mm, plegadas longitudinalmente. En España, en la zona catalana y aragonesa de la cuenca del Ebro parece tener su límite de penetración hacia el norte.

## Taxonomía
Callipeltis cocullaria fue descrita por (Carlos Linneo) DC.  y publicado en Prodromus Systematis Naturalis Regni Vegetabilis 4: 613, en el año 1830.
Sinonimia
- Callipeltis cucullaris
- Valantia cucullaris L. (1755). basónimo
- Galium cucullaris (L.) Roem. & Schult. (1818).
- Valantia cucullata Hill (1764).
- Callipeltis aperta Boiss. & Buhse (1860).
- Cucullaria aperta (Boiss. & Buhse) Kuntze (1891).
- Callipeltis cucullaris var. ciliata Bornm. (1938).
- Callipeltis cucullaris f. aperta (Boiss. & Buhse) Ehrend. (1958).[3][4]

## Nombres comunes
- Castellano: cruxia acopada.[5]